# Fabriciana cydippe
Fabriciana cydippe är en fjärilsart som beskrevs av Carl von Linné 1761. Fabriciana cydippe ingår i släktet Fabriciana och familjen praktfjärilar. Inga underarter finns listade i Catalogue of Life.